# Ондангва
Ондангва (нім. Ondangua) — місто в області Ошана в північній частині Намібії, на кордоні регіону Ошикото. Розташований приблизно за 80 км від ангольської кордону, Ондангва.

## Історія

### До епохи апартеїду
У 1870 році недалеко від Ондангви, проводилася перша християнська (лютеранська) місія в Овамболенді, була створена лютеранська церква.

### Під час апартеїду
Під час намібійської війни за незалежність Ондангва було головним театром бойових дій між повстанським рухом Південно-Західної Африки Народної організації СВАПО і південноафриканських сил оборони САДФ.

## Географія

### Клімат
Ондангва має посушливий клімат, з жарким літом і теплою зимою. Середньорічна кількість опадів становить 447 мм (18 дюймів), при цьому більшість опадів відбувається в основному в літній час.

## Економіка і розвиток
У Ондангві є торговий центр, великий відкритий ринок, а також кілька туристичних об'єктів.
Багато місцевих органів влади регіонів Ошана і Ошикото знаходяться в місті, наприклад, Міністерство освіти і поліції.
Ондангва залишається важливим транзитним пунктом для працівників Овамбо. За 170 миль (274 км) на південний схід розташоване свинцево-шахтарське місто Тсумеб.
З моменту здобуття незалежності, уряд розміщує нові промисловості на півночі країни, для створення робочих місць та покращення інфраструктури. Побудовано три нових професійних навчальних закладів для молоді в області: шиття, кулінарія, і інтернет-технологій.

## Транспорт
Є залізнична лінія між Віндгуком і Ондангва, яка працює з 11 травня 2006 року. Пасажирські поїзди раз на тиждень слідують за цим маршрутом туди і назад.
У 2001 році планувалося розпочати будівництво залізничної лінії, щоб зв'язати Тсумеб з Ондангву, з подальшим проходженням в Анголу.

## Релігія
У місті є Коптська православна церква.

## Уродженці
- Андреас Шипанга (1931—2012) — намібійської борець за незалежність і державний діяч.
- Едді Амконго
- Еліфас Каулума